# Уснея квітуча
Уснея квітуча (Usnea florida) — вид сумчастих лишайників родини Пармелієві (Parmeliaceae).

## Поширення
Гірський голарктичний вид. Поширений в Євразії, Північній Америці та Новій Зеландії. В Україні росте у Карпатах, на Закарпатті та Південному березі Криму.

## Опис
Слань кущиста, відстає від основи, майже однакової довжини і ширини (5-10 см), сіро-або попелясто-зелена, з грубуватими гілочками, які розбігаються на всі боки під широким кутом та майже завжди закінчуються апотеціями. Гілочки по всій довжині з дрібними або досить великими напівкруглими бородавочками (сосочками) і ниткоподібними виростами (фібрилами). Апотеції численні, округлі, діаметром 3-8 мм, блюдцеподібні, у старих сланей майже плоскі, гладкі, завжди з вінцем фібрил.

## Екологія
Зростає на стовбурах листяних дерев, гілках ялин в старих широколистяних та хвойних лісах з підвищеною вологістю повітря. Трапляється спорадично невеликими групами або поодинці.

## Охорона
Вид занесений до Червоної книги України зі статусом «Вразливий». Охороняється у Карпатському біосферному заповіднику та Кримському природному заповіднику. Уснея квітуча також занесена до Червоних книг Білорусі, Польщі та Латвії.